# Signau
Signau är en ort och kommun i distriktet Emmental i kantonen Bern, Schweiz. Kommunen har 2 664 invånare (2023).